# Беренс, Кевин
Кевин Беренс (нем. Kevin Behrens; род. 3 февраля 1991, Бремен) — немецкий футболист, нападающий швейцарского клуба «Лугано».

## Клубная карьера
Беренс родился в Бремене и занимался футболом в местном футбольном клубе «Бунтентор» и в клубе «Вайе».
Летом 2008 года присоединился к академии бременского «Вердера», но не смог зарекомендовать себя в первой или второй команде клуба. Первый взрослый сезон провёл за «Вердер III» в пятом по силе дивизионе страны.
С 2011 по 2014 годы выступал в региональной лиге «Север» за «Вильгельмсхафен» и «Ганновер 96 II». Летом 2014 года перебрался в региональную лигу «Запад» в клуб «Алеманния» (Ахен). В конце сезона 2014/15 Беренс и Алемания заняли второе место в лиге, отстав на одно очко от чемпионов «Боруссии» (Мёнхенгладбах) II.
После всего лишь восьми матчей за соперника по лиге «Рот-Вайсс» (Эссен), где его прозвали «Тор» из-за его роста и длинных светлых волос, в зимнее трансферное окно Беренс перешёл в «Саарбрюккен» из региональной лиги «Юго-Запад». В 85 матчах центральный нападающий забил 41 гол и сделал 31 результативную передачу, а весной 2017 года вместе с клубом выиграл Кубок Саара. В следующем сезоне стал чемпионом лиги «Юго-Запад». В стыковых матчах за повышение в третью лигу в 2018 году Беренс и Саарбрюккен проиграли чемпионам баварской лиги «Мюнхен 1860».
Благодаря удачным выступлениям за клуб из Саара летом 2018 года получил приглашение в клуб Второй Бундеслиги «Зандхаузен», подписав контракт на 3 года.
Перешёл в клуб Бундеслиги «Унион Берлин» во время летнего трансферного окна 2021 года. 16 сентября 2021 года он забил свой первый гол в европейских соревнованиях, проиграв со счетом 3:1 пражской «Славии» в Лиге конференций УЕФА 2021/2022. В первый игровой день сезона Бундеслиги 2023/2024 Беренс сделал свой первый хет-трик 20 августа 2023 года на стадионе «Ан дер Альтен Фёрстерай» против «Майнц 05» в домашней победе со счётом 4:1. Все три мяча были забиты головой, таким образом, Беренс стал первым игроком с момента ведения записи (сезон 2004/05), который забил три гола головой в матче Бундеслиги. 20 сентября 2023 года дебютировал в Лиге чемпионов УЕФА, проиграв «Реалу» со счётом 1:0.
31 января 2024 года стал игроком «Вольфсбурга».

## Карьера в сборной
В октябре 2023 года Беренс впервые был вызван в сборную Германии главным тренером Юлианом Нагельсманом. Дебютировал в матче против сборной Мексики (2:2), выйдя на замену на 87-й минуте вместо Джамала Мусиалы.

## Достижения
«Саарбрюккен»
- Обладатель кубка Саара: 2017
- Чемпион региональной лиги «Юго-Запад»: 2017/18

## Личная жизнь
Сестра — Ким ван де Велде, немецкая профессиональная волейболистка и пляжная волейболистка.